# Hakea tephrosperma
Hakea tephrosperma (лат.) — кустарник или небольшое дерево, вид рода Хакея (Hakea) семейства Протейные (Proteaceae). Произрастает в сухих районах Квинсленда, Нового Южного Уэльса, Виктории и Южной Австралии. Цветёт с сентября по октябрь.

## Ботаническое описание
Hakea tephrosperma — крупный вертикальный многоствольный кустарник или небольшое дерево, растущее до 8 м в высоту и образующее лигнотубер. Мелкие ветви имеют ржавую окраску с плоскими шелковистыми волосками или могут быть плотно покрыты короткими белыми шерстяными мягкими спутанными волосками. Листья игольчатые, гладкие, длиной 3—8 см, шириной 1—1,8 мм и заканчиваются небольшим изогнутым крючком длиной 0,8—2 мм. Соцветие имеет короткую красно-коричневую ось длиной 1—3 мм, покрытый тонкими мягкими волосками. Соцветие состоит из 6—22 цветков с цветоножкой 3,5—7 мм в длину. Цветоножка белая, околоцветник — красно-коричневый с тонкими мягкими спутанными волосками. Кисть кремовых цветов появляется в пазухах листьев в период с сентября по октябрь. Яйцевидные плоды в основном гладкие 2—3 см в длину и 1,5—2 см в ширину, иногда с небольшими волнообразными выпуклостями. Плод заканчивается тупыми заметными рогами длиной до 2 мм.

## Таксономия
Вид Hakea tephrosperma был впервые официально описан шотландским ботаником Робертом Броуном в 1830 году в Supplementum primum prodromi florae Novae Hollandiae. Видовой эпитет — от др.-греч. tephros, означающих «пепельный цвет», и sperma, означающих «семя», что относится к цвету семян.

## Распространение и местообитание
H. tephrosperma — широко распространённый вид, встречающийся в более сухих районах Квинсленда, Нового Южного Уэльса, Виктории и Южной Австралии. Растёт на открытых местностях, покрытых травянистой растительностью рода Spinifex и кустарниковых зарослей видов Maireana как отдельное дерево или в густых зарослях на грубых почвах. Растение хорошо адаптировано к сухим и умеренным местам, но редко культивируется.